# Нортфилд (Охајо)
Нортфилд (енгл. Northfield) град је у америчкој савезној држави Охајо.

## Демографија
По попису из 2010. године број становника је 3.677, што је 150 (-3,9%) становника мање него 2000. године.
| Група             | 2000.         | 2010.         |
| Белци             | 3.526 (92,1%) | 3.118 (84,8%) |
| Афроамериканци    | 130 (3,4%)    | 214 (5,8%)    |
| Азијати           | 84 (2,2%)     | 194 (5,3%)    |
| Хиспаноамериканци | 32 (0,8%)     | 64 (1,7%)     |
| Укупно            | 3.827         | 3.677         |